# Cierzpięty (Orzysz)
Cierzpięty (deutsch Czierspienten, 1905–1945 Seehöhe) ist ein Dorf in der polnischen Woiwodschaft Ermland-Masuren, das zur Gmina Orzysz (Stadt- und Landgemeinde Arys) im Powiat Piski (Kreis Johannisburg) gehört.

## Geographische Lage
Cierzpięty liegt am Südufer des Buwelno-Sees (1929–1945 Martinshagener See, polnisch Jezioro Buwełno) in der östlichen Woiwodschaft Ermland-Masuren. Die Kreisstadt Pisz (deutsch Johannisburg) liegt 27 Kilometer weiter südlich.

## Geschichte
Der Tirttell, nach 1774 Zierspienten und nach 1785 Czierspienten genannte Ort wurde 1539 als Zinsdorf gegründet.
Der Ort gehörte zum Kreis Johannisburg im Regierungsbezirk Gumbinnen (ab 1905 Regierungsbezirk Allenstein) in der preußischen Provinz Ostpreußen. Von 1874 bis 1945 war er in den Amtsbezirk Dombrowken (ab 1930 Amtsbezirk Eichendorf) eingegliedert.
Czierspienten wurde am 16. Januar 1905 in Seehöhe umbenannt. Im Jahr 1910 waren in Seehöhe 322 Einwohner registriert. Ihre Zahl verringerte sich bis 1933 auf 268 und belief sich 1939 nur noch auf 232.
Aufgrund der Bestimmungen des Versailler Vertrags stimmte die Bevölkerung im Abstimmungsgebiet Allenstein, zu dem Seehöhe gehörte, am 11. Juli 1920 über die weitere staatliche Zugehörigkeit zu Ostpreußen (und damit zu Deutschland) oder den Anschluss an Polen ab. In Seehöhe stimmten 240 Einwohner für den Verbleib bei Ostpreußen, auf Polen entfielen keine Stimmen.
Als 1945 das gesamte südliche Ostpreußen in Kriegsfolge an Polen fiel, war auch das Dorf Seehöhe betroffen und erhielt die polnische Namensform Cierzpięty. Heute ist es Sitz eines Schulzenamtes (polnisch Sołectwo), in das auch der Nachbarort Buwełno (Buwelno, 1938–1945 Vorwerk Ublick) eingeschlossen ist. Somit gehört das Dorf zur Stadt- und Landgemeinde Orzysz (Arys) im Powiat Piski (Kreis Johannisburg), bis 1998 der Woiwodschaft Suwałki, seither der Woiwodschaft Ermland-Masuren zugehörig.

## Religionen
Bis 1945 war Czierspienten bzw. Seehöhe in die evangelische Kirche Eckersberg (polnisch Okartowo) in der Kirchenprovinz Ostpreußen der Evangelischen Kirche der Altpreußischen Union und in die römisch-katholische Kirche Johannisburg (polnisch Pisz) im Bistum Ermland eingepfarrt.
Heute gehört Cierzpięty katholischerseits zur Pfarrei Okartowo im Bistum Ełk der Römisch-katholischen Kirche in Polen, die in Cierzpięty selbst eine Filialkirche unterhält. Die evangelischen Einwohner halten sich zur Kirche in Pisz in der Diözese Masuren der Evangelisch-Augsburgischen Kirche in Polen.

## Schule
Czierspienten wurde 1737 Schulort.

## Gefallenenfriedhof Seehöhe
Hoch auf dem Berg in Cierzpięty befindet sich der „Heldenfriedhof“, den Marion Gräfin Dönhoff in ihrer Schilderung von 1941 erwähnt. Dort ist u. a. die Inschrift verzeichnet: Gefechte bei Seehöhe. 1914–1915.

## Verkehr
Cierzpięty liegt an der Nebenstraße 1720N, die parallel zur Landesstraße 63 verläuft und die beiden Orte Miłki (Milken) und Orzysz (Arys) verbindet. Außerdem endet die von der Landesstraße 16 bei Drozdowo (Drosdowen, 1938–1945 Drosselwalde) kommende Nebenstraße 1698N in Cierzpięty, wobei nur noch ein unausgebauter Landweg weiter bis nach Buwełno (Buwelno, 1938–1945 Vorwerk Ublick) und Ublik (Ublick) verläuft. Eine Bahnanbindung besteht nicht.